# Travis Kelce
Travis Michael Kelce (Westlake, 5 de outubro de 1989) é um jogador de futebol americano que joga como tight end no Kansas City Chiefs da National Football League (NFL). Ele foi draftado pelos Chiefs na terceira rodada do draft de 2013 e venceu três Super Bowls (o LIV, o LVII e o LVIII) com seu time. Ele jogou futebol americano universitário pelo Cincinnati Bearcats.
Considerado um dos melhores tight ends de todos os tempos, Kelce já foi eleito para dez Pro Bowls e selecionado quatro vezes como First-team All-Pro. Ele detém o recorde da NFL de maior número de temporadas consecutivas com pelo menos 1 000 jardas recebidas por um tight end, sendo sete. Ele também detém o recorde de maior número de jardas recebidas por um tight end em uma única temporada, com 1 416 jardas em 2020, apesar de ter jogado apenas quinze partidas. Durante a temporada de 2022, Kelce se tornou o tight end mais rápido a atingir 10 000 jardas recebidas na carreira e se tornou o quinto tight end na história da NFL a atingir esse marco. Ele acabou nomeando para o NFL 2010s All-Decade Team (o time da década de 2010 da liga).
Fora do futebol americano, Kelce já apareceu em programas de TV roteirizados e reality shows, incluindo um programa próprio de namoro chamado Catching Kelce, do canal E! (que durou uma temporada), apresentou um episódio de Saturday Night Live em 5 de março de 2023 e participou de diversos comerciais e recebeu lucrativos patrocínios. Ele também co-apresenta o podcast New Heights com seu irmão Jason, abordando temas que vão do futebol americano à cultura pop. O programa foi classificado como o oitavo mais popular nos Estados Unidos no Apple Podcasts em 2024.
O relacionamento de Kelce com a cantora e compositora Taylor Swift tem atraído enorme atenção da mídia, além de impulsionar a audiência e a receita de seu time e da liga.

## Carreira na escola secundária
Kelce nasceu em 5 de outubro de 1989, em Westlake, Ohio, filho de Ed e Donna Kelce, sendo irmão do também jogador da NFL Jason Kelce, do Philadelphia Eagles. Ele cresceu na cidade de Cleveland Heights. Frequentou a Cleveland Heights High School, onde foi um atleta de três esportes: futebol americano, basquete e beisebol.
Destacando-se no futebol americano, ele teve 2.539 jardas totais em seu último ano. Jogando como quarterback, ele teve 1.016 jardas correndo, incluindo 10 touchdowns e 1.523 jardas em 103 passes, com 21 touchdowns e oito interceptações em 2007.

## Carreira na faculdade
Considerado um recruta de duas estrelas pela Rivals.com, Kelce aceitou uma oferta de bolsa de estudos da Universidade de Cincinnati, rejeitando ofertas das universidades de Akron, Michigan e Miami. Ele se juntou a seu irmão, Jason Kelce, que era o left guard da equipe.
Em 2009, ele foi titular em 11 jogos, jogando como tight end e quarterback. Ele registrou oito corridas para 47 jardas e dois touchdowns junto com uma recepção de três jardas.
Em 2010, ele não jogou devido a uma violação das regras do time, que mais tarde foi revelado como reprovado em um teste de drogas ao testar positivo para maconha. Travis foi então suspenso e perdeu sua bolsa de estudos. Ele pegou um emprego com telemarketing e foi viver no campus no mesmo quarto do seu irmão Jason, que também jogava na universidade. Em 2011, depois que seu irmão intercedeu junto aos técnicos em seu favor, Travis foi aceito novamente no time, desde que mantivesse suas notas altas e não faltasse aulas, algo que ele conseguiu fazer durante o restante de sua carreira universitária.
Em sua última temporada colegial, em 2012, jogando exclusivamente como tight end, ele teve seus melhores números da carreira em recepções (45), jardas recebidas (722), jardas por recepção (16,0) e touchdowns (8), também foi nomeado para Primeira-Equipe (All-team honors) de todas as conferências.
Em março de 2012, Kelce foi vencedor do prêmio College Football Performance Awards como "Melhor Tight End do ano".

### Estatísticas
| Travis Kelce | Travis Kelce | Travis Kelce           | Recebendo              | Recebendo              | Recebendo              | Recebendo              |
| Ano          | Equipe       | Jogos                  | Rec                    | Jds                    | Média                  | TD                     |
| ------------ | ------------ | ---------------------- | ---------------------- | ---------------------- | ---------------------- | ---------------------- |
| 2008         | Cincinnati   | Redshirted (não jogou) | Redshirted (não jogou) | Redshirted (não jogou) | Redshirted (não jogou) | Redshirted (não jogou) |
| 2009         | Cincinnati   | 11                     | 1                      | 3                      | 3,0                    | 0                      |
| 2010         | Cincinnati   | Suspenso               | Suspenso               | Suspenso               | Suspenso               |                        |
| 2011         | Cincinnati   | 11                     | 13                     | 150                    | 11,5                   | 2                      |
| 2012         | Cincinnati   | 13                     | 45                     | 722                    | 16,0                   | 8                      |
| Carreira     | Carreira     | 35                     | 59                     | 875                    | 14,8                   | 10                     |

## Carreira profissional

### Draft de 2013
| Altura                      | Peso   | Comprimento do braço | Tamanho da mão | Corrida de 40 jardas | Corrida de 10 jardas | Corrida de 20 jardas | 20-ss  | 3-cone | Salto vertical | Amplo  | BP            |
| --------------------------- | ------ | -------------------- | -------------- | -------------------- | -------------------- | -------------------- | ------ | ------ | -------------- | ------ | ------------- |
| 1,95 m                      | 116 kg | 0,86 m               | 0,24 m         | 4,61 s               | 1,61 s               | 2,72 s               | 4,42 s | 7,09 s | 0,89 m         | 3,15 m | 22 repetições |
| Todos os valores do Pro Day |        |                      |                |                      |                      |                      |        |        |                |        |               |

Kelce foi selecionado pelo Kansas City Chiefs na terceira rodada (63ª escolha geral) do Draft de 2013. Os Chiefs contrataram Andy Reid como seu novo treinador durante o período de entressafra. Reid estava familiarizado com Kelce depois de ter recrutado e treinado seu irmão, Jason Kelce, durante seu tempo como treinador principal do Philadelphia Eagles.
Em 6 de junho de 2013, os Chiefs assinaram com Kelce um acordo de quatro anos no valor de US$ 3,12 milhões que também incluiu um bônus de assinatura de US$ 703 304 dólares.

### Kansas City Chiefs

#### Temporada de 2013
Em 12 de outubro, Kelce foi colocado na lista de reservas lesionados depois de jogar em apenas um jogo durante a temporada.

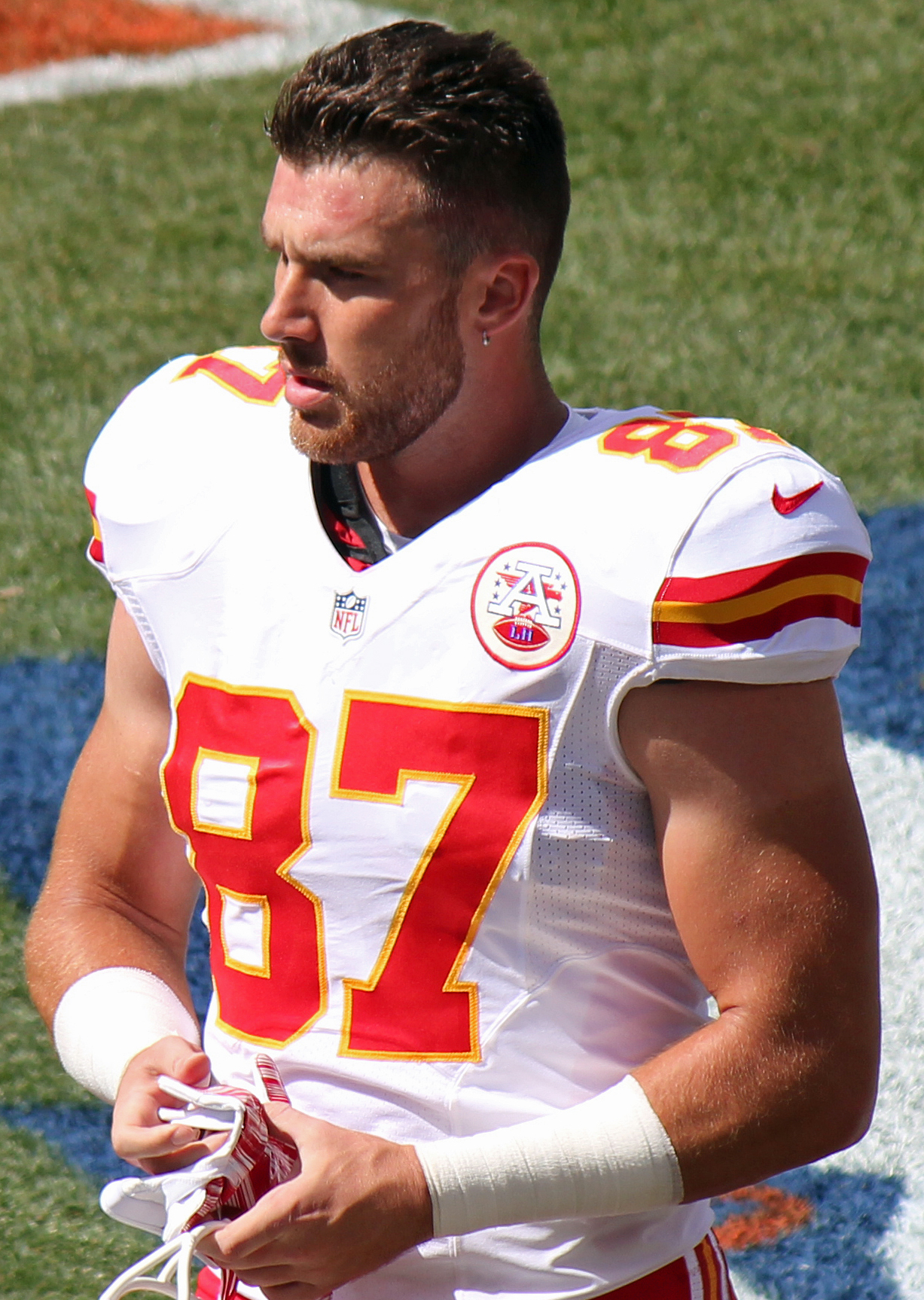
Kelce jogando com os Chiefs em 2014.

#### Temporada de 2014
A segunda temporada profissional de Kelce foi muito mais produtiva do que sua temporada de estreia. Em 21 de setembro, contra o Miami Dolphins, ele gravou seu primeiro touchdown profissional em uma recepção de 20 jardas do quarterback Alex Smith.
Em 30 de novembro, ele foi multado em US$ 11,025 por sua "conduta antidesportiva" durante uma derrota por 29 a 16 para o Denver Broncos. Kelce fez um gesto de mão inadequado e simulou um movimento brusco no linebacker dos Broncos, Von Miller. O treinador dos Chiefs, Andy Reid, chamou isso de "imaturo".
Em 7 de dezembro, contra o Arizona Cardinals, ele teve sete recepções para 110 jardas. Em 28 de dezembro, contra o San Diego Chargers, ele recuperou um fumble e retornou para touchdown.
Kelce foi o principal recebedor dos Chiefs durante a temporada de 2014, totalizando 862 jardas em 67 recepções.

#### Temporada de 2015
Kelce começou 2015 com seu primeiro jogo múltiplo de touchdown, com seis recepções para 106 jardas e duas touchdowns contra o Houston Texans.
Foi o seu único jogo de mais de 100 jardas, mas ele teve pelo menos uma recepção em todos os 16 jogos, e foi classificado no top 5 tight ends pela ESPN. Ele registrou 72 recepções para 875 jardas e cinco touchdowns, ganhando a sua primeira seleção para o Pro Bowl.
Os Chiefs terminaram a temporada regular com uma campanha de 11 vitórias e 5 derrotas e se classificaram para os playoffs. Em seu primeiro jogo de playoffs da carreira, Kelce teve oito recepções para 128 jardas em uma vitória por 30 a 0 sobre o Houston Texans no Wild Card. No Divisional Round contra o New England Patriots, ele teve seis recepções para 23 jardas enquanto os Chiefs perderam por 27 a 20.

#### Temporada de 2016
Em 29 de janeiro de 2016, Kelce assinou uma extensão de contrato no valor de US$ 46 milhões por cinco anos. Em 30 de outubro, contra o Indianapolis Colts, ele teve sete recepções para 101 jardas e um touchdown.
Em 6 de novembro contra o Jacksonville Jaguars, ele foi expulso depois de receber dois faltas de "conduta antidesportiva" depois de discutir com dois árbitros. Mais tarde, ele foi multado em US$ 24 309 por sua explosão de raiva.
Em 4 de dezembro, contra o Atlanta Falcons, ele teve oito recepções para 140 jardas. Em 8 de dezembro, ele registrou 101 jardas contra o Oakland Raiders, seu quarto jogo consecutivo de 100 jardas. Ele se juntou a Jimmy Graham e Tony Gonzalez como os únicos tight end a conseguirem a marca. Em uma vitória no Natal contra o Denver Broncos, ele teve 11 recepções para 160 jardas, juntamente com um touchdown.
Ele terminou a temporada com seus maiores números da carreira em jardas (1 125) e recepções (85). Suas 1 125 jardas lideraram a liga entre os tight ends e suas 85 recepções ficaram em segundo lugar, atrás de Dennis Pitta, do Baltimore Ravens. Ele foi nomeado como titular em sua segunda seleção para o Pro Bowl. Ele também foi nomeado pro Primeiro-Time All-Pro. Ele foi classificado em 26º pelos seus colegas, segundo entre os tight ends, na lista de 100 Melhores Jogadores da NFL de 2017.
Os Chiefs venceram a AFC West com uma campanha de doze vitórias e quatro derrotas e ganhou uma folga no primeiro round dos playoffs. No Divisional Round contra o Pittsburgh Steelers, Kelce teve cinco recepções para 77 jardas na derrota por 18 a 16.

#### Temporada de 2017

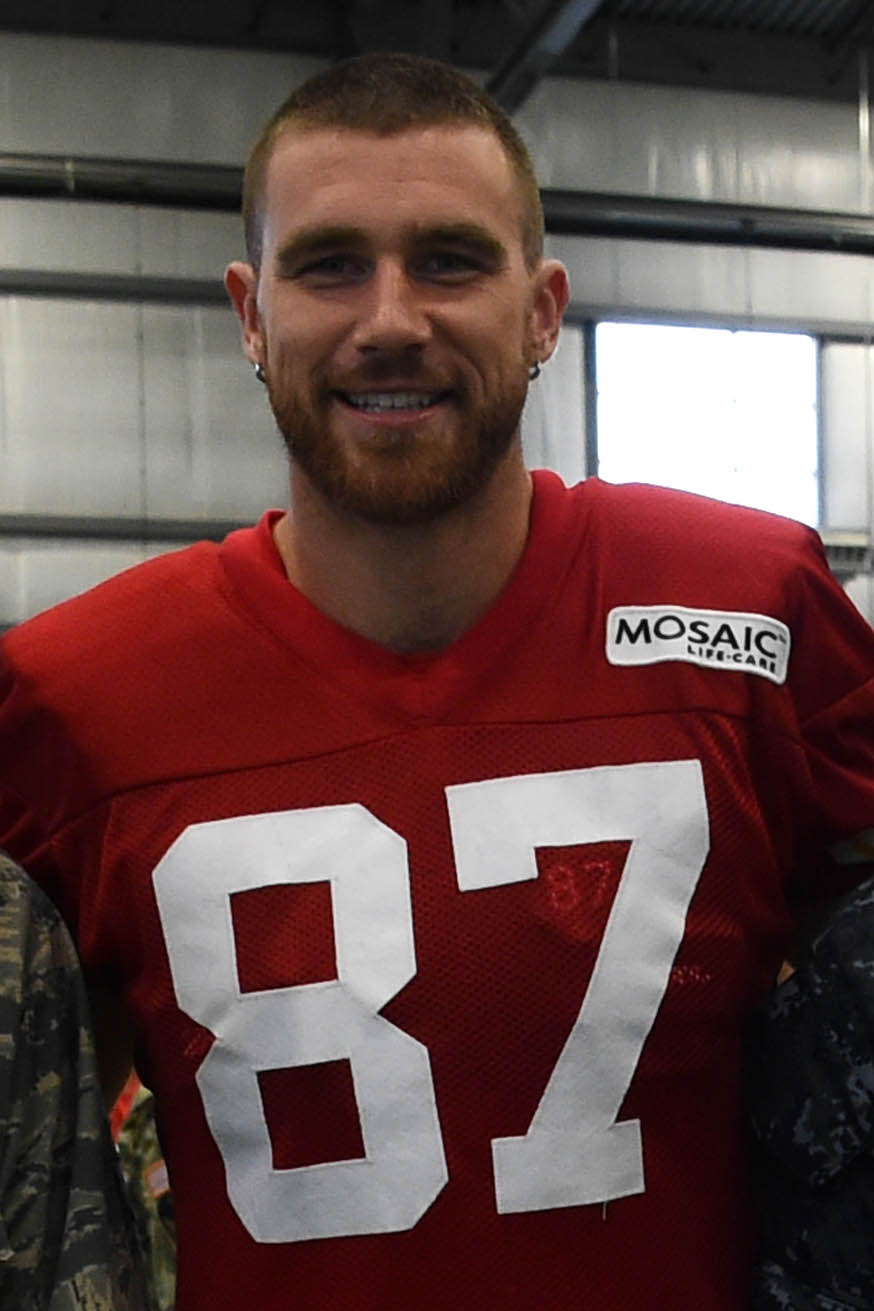
Kelce em 2017.

Na semana 2 contra o Philadelphia Eagles, Kelce teve oito recepções para 103 jardas e um touchdown na vitória por 27 a 20. Depois de apenas uma recepção na semana 3, Kelce registrou sete recepções para 111 jardas e um touchdown na semana 4, seguido de oito recepções para 98 jardas na semana 5. Na semana 8, ele teve sete recepções para 133 jardas junto com um touchdown.
Durante a Semana 13 contra o New York Jets, Kelce iniciou o jogo de uma forma espetacular ao marcar dois touchdowns após apenas 2 minutos e 46 segundos depois do início do regulamento. Ele terminou o jogo com 94 jardas em quatro recepções, mas os Chiefs perderam 31-38.
Em 19 de dezembro de 2017, Kelce foi nomeado para o seu terceiro Pro Bowl. Kelce terminou a temporada com oito touchdowns. Ele terminou em segundo entre os tight ends com 1 038 jardas, perdendo apenas para as 1 084 jardas de Gronkowski.
Os Chiefs terminaram com uma campanha de 10 vitórias e 6 derrotas e se classificaram para os playoffs. No Wild Card contra o Tennessee Titans, Kelce terminou com quatro recepções para 66 jardas e um touchdown na derrota por 22 a 21. Ele não foi capaz de terminar o jogo devido uma concussão.

#### Temporada de 2018

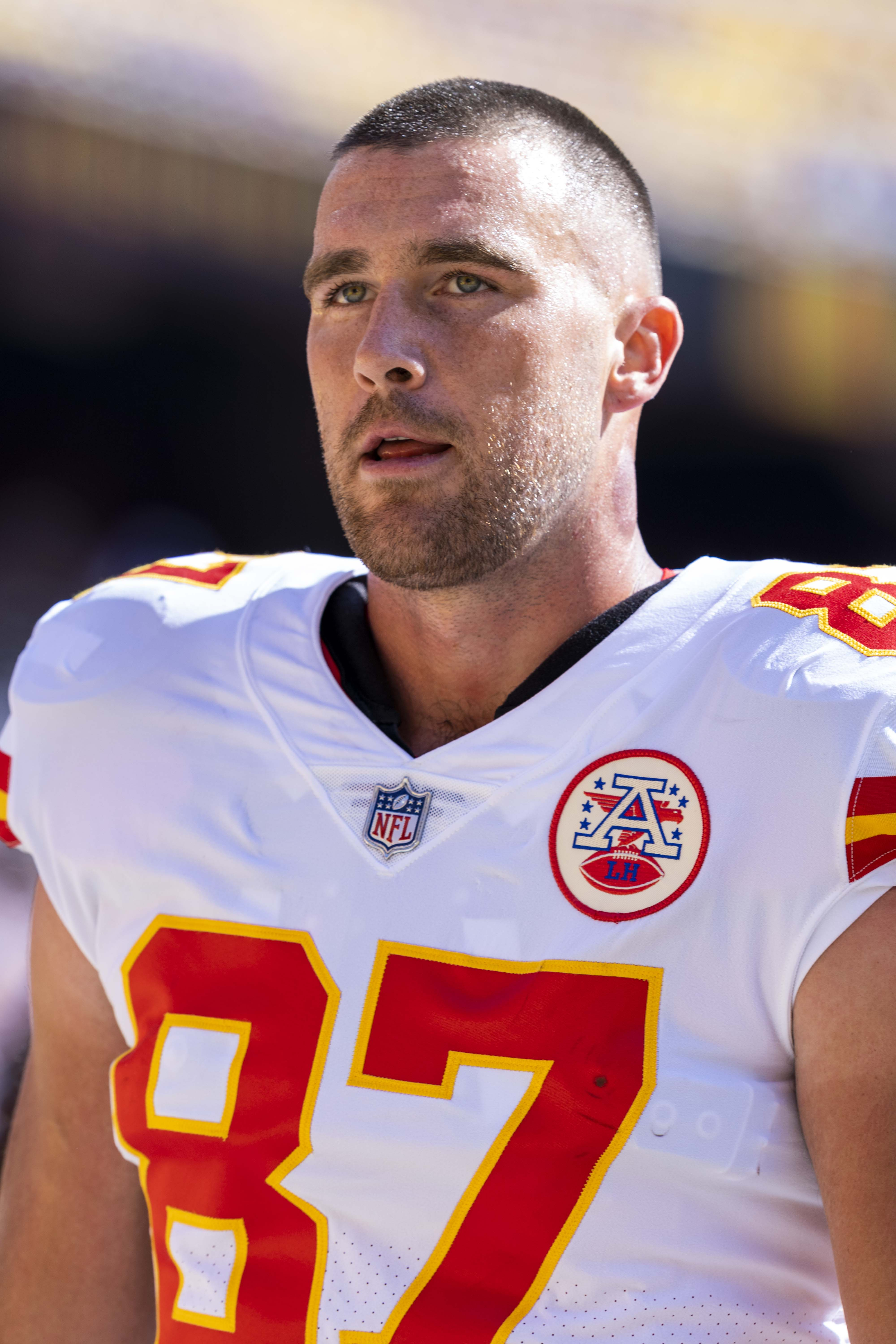
Kelce com a camisa dos Chiefs.

Na temporada de 2018, Kelce se beneficiou da ascensão do novo quarterback Patrick Mahomes, que teve uma temporada íncrivel. Depois de receber uma solitária recepção de seis jardas na abertura da temporada contra o Los Angeles Chargers, ele se recuperou com sete recepções para 106 jardas e dois touchdowns na vitória da semana 2 sobre o Pittsburgh Steelers.
Em dois dos próximos três jogos, ele foi capaz de atingir 100 jardas contra o San Francisco 49ers e o Jacksonville Jaguars. Ele acrescentou 99 jardas e dois touchdowns na vitória da semana 9 sobre o Cleveland Browns e teve 10 recepções para 127 jardas e um touchdown na derrota por 54 a 51 contra o Los Angeles Rams na semana 12. Na vitória da semana 13 sobre o Oakland Raiders, Kelce teve 12 recepções para 168 jardas, incluindo dois touchdowns no primeiro quarto. Nas últimas quatro semanas, Kelce teve uma média de seis recepções para 63,5 jardas e teve apenas um touchdown.
Na semana 17, Kelce quebrou o recorde da NFL de mais jardas por um tight end em uma única temporada, mas George Kittle quebrou o recorde menos de uma hora depois.
Kelce terminou a temporada regular em 10º lugar na NFL em recepções com 103 e jardas com 1 336 e em sexto em touchdowns com 10. Ele foi nomeado para o Pro Bowl de 2018 e pro Primeiro-Time All-Pro.
Os Chiefs ganharam a AFC West e garatiram uma rodada de descanso. No Divisional Round contra o Indianapolis Colts, ele teve sete recepções para 108 jardas na vitória por 31 a 13. Na AFC Championship Game contra o New England Patriots, ele teve três recepções para 23 jardas e um touchdown na derrota por 37 a 31 na prorrogação.

#### Temporada de 2019: Primeiro Super Bowl
Na semana dois contra o Oakland Raiders, Kelce teve sete recepções para 107 jardas e um touchdown na vitória dos Chiefs por 28 a 10. Apesar da contusão do quarterback Patrick Mahomes e de apenas dois touchdowns anotados, na metade da temporada Kelce liderava todos os tight ends da liga e os recebedores dos Chiefs em jardas totais com 604. Na semana 11 contra o Los Angeles Chargers, no Monday Night Football, no México, Kelce fez sete recepções para 92 jardas e um touchdown na vitória por 24 a 17. Três semanas mais tarde, contra o New England Patriots, ele fez sete recepções para 66 jardas e correu a bola uma vez para um TD de uma jarda em outra vitória por 23 a 16. Na semana seguinte, contra o Denver Broncos, Kelce terminou o jogo com 11 recepções para 142 jardas na vitória dos Chiefs por 23 a 3. No jogo seguinte, contra o Chicago Bears, no Sunday Night Football, ele fez oito recepções para 74 jardas e um touchdown na vitória por 26 a 3. Nessa partida, ele se tornou o tight end que mais rápido chegou a marca de 500 recepções na carreira na história da NFL.
Kelce terminou a temporada de 2019 com 97 recepções para 1 229 jardas e cinco touchdowns recebidos. Ele se tornou o primeiro tight end na história da NFL a ter quatro temporadas seguidas com pelo menos 1 000 jardas recebidas. Ele foi nomeado para o seu quinto Pro Bowl nesse ano.
Na rodada de divisão dos playoffs contra o Houston Texans, os Chiefs começaram o jogo perdendo por 24 a 0. A equipe então marcaria 51 pontos (contra 7), incluindo 41 pontos seguidos, na vitória por 51 a 31. Kelce teve 10 recepções para 134 jardas e três touchdowns nesse jogo (todas no segundo período), ajudando os Chiefs a chegar na sua segunda final de conferência seguida. No AFC Championship Game contra o Tennessee Titans, Kelce fez três recepções para 30 jardas na vitória por 35 a 24.
No Super Bowl LIV contra o San Francisco 49ers, Kelce fez seis recepções para 43 jardas e um touchdown na vitória por 31 a 20. Ele foi ranqueado como o 18º jogador do ano, por seus colegas de profissão, na lista NFL Top 100 Players of 2020.

#### Temporada de 2020
Em 14 de agosto de 2020, Kelce renovou seu contrato com os Chiefs por mais quatro anos, valendo US$ 57 milhões de dólares, garantindo sua posição em Kansas City até 2025.
Kelce terminou o ano de 2020 com o recorde de jardas por uma tight end com 1 416, superando as 1 377 jardas de George Kittle em 2018. Sua performance entre recebedores, na verdade, foi a segunda melhor no geral na temporada de 2020 da NFL, atrás de Stefon Diggs e suas 1 535 jardas, e ainda com a segunda maior quantidade de recepções por um tight end no ano (atrás de Darren Waller e suas 107 recepções). Ele acabou eleito para seu sexto Pro Bowl e foi nomeado pela primeira vez como honras de First-team All-Pro.
Na rodada de divisão dos playoffs contra o Cleveland Browns, Kelce conseguiu fazer oito recepções para 109 jardas e um touchdown na vitória por 22 a 17. Na final de conferência da AFC contra os Bills, Kelce fez 13 recepções para 118 jardas e dois touchdowns na vitória por 38 a 24 para classificar sua equipe para o Super Bowl LV. No Super Bowl, apesar das dez recepções e 133 jardas  que conseguiu (um recorde para um TE numa final), Kelce não conseguiu evitar a derrota dos Chiefs por 31 a 9 para o Tampa Bay Buccaneers.

#### Temporada de 2021

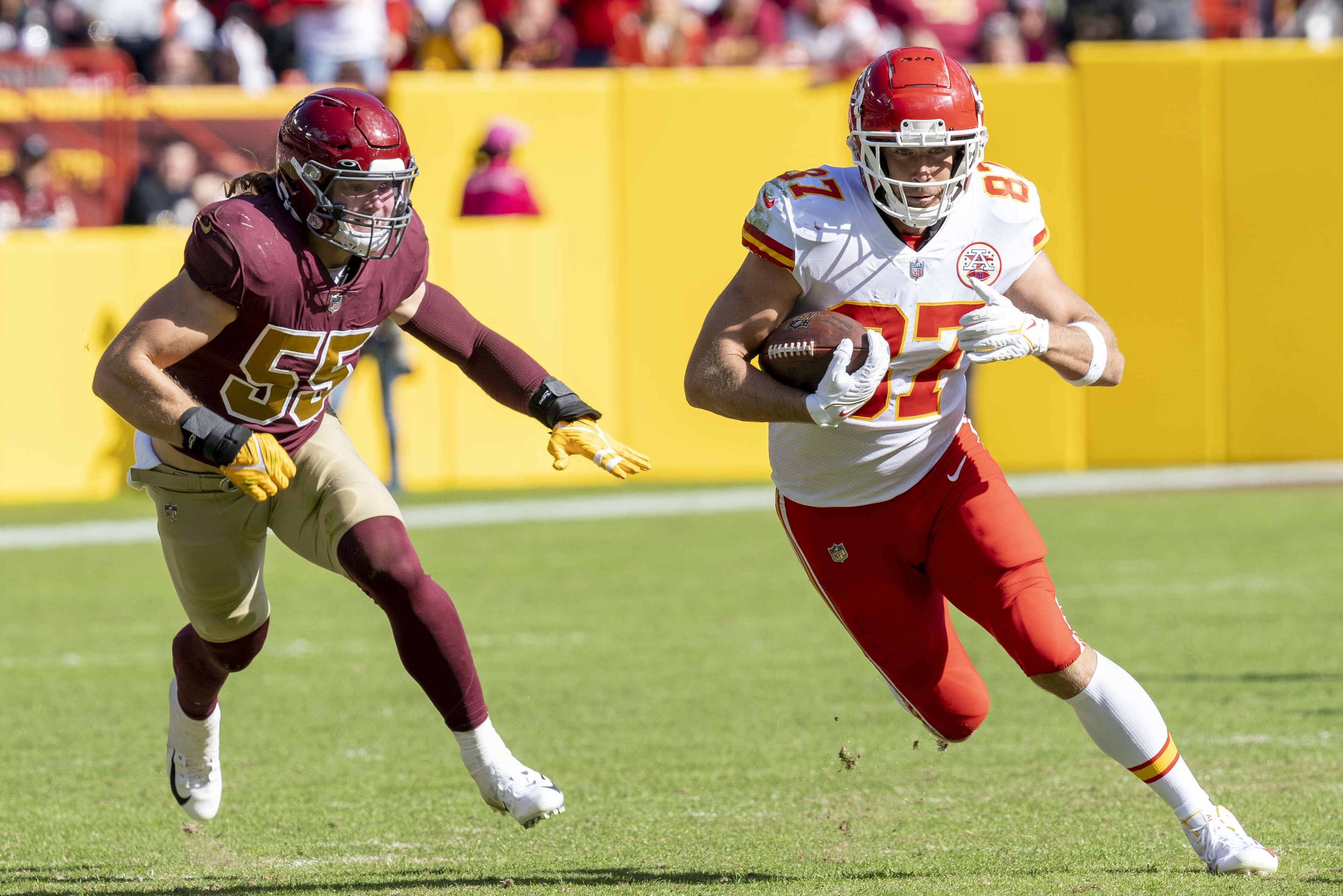
Travis Kelce jogando contra Washington.

Kelce terminou o ano de 2021 com 92 recepções para 1 125 jardas e 9 touchdowns. Ele foi nomeado Second-Team All-Pro (a sexta vez que foi nomeado para esta honra), sendo também selecionado para o sétimo Pro Bowl na carreira.
Na rodada de repescagem (Wild Card) dos playoffs contra o Pittsburgh Steelers, Kelce fez cinco recepções para 108 jardas e um touchdown (além de um touchdown de duas jardas que ele lançou para Byron Pringle) na vitória por 42 a 21. Nos playoffs de Divisional Round contra o Buffalo Bills, ele teve oito recepções para 96 jardas e ainda marcou o touchdown que garantiu a vitória por 42 a 36 na prorrogação. Kelce estava usando o microfone da NFL Films durante a partida e imagens de áudio das duas jogadas ofensivas do drive de treze segundos revelaram que Kelce instruiu Hill a percorrer a rota que levou ao sucesso da primeira conclusão e o revelou sugerindo a Mahomes que ele poderia improvisar sua própria rota na segunda jogada ofensiva se o esquema defensivo do Bills não mudasse. Antes do snap, Mahomes percebeu que a sugestão de Kelce daria certo e ele gritou "faça!" para ele, antes de encontrar o tight-end para uma recepção de 25 jardas.
Na final da AFC contra o Cincinnati Bengals, ele fez 10 recepções para 95 jardas e um touchdown na derrota por 27 a 24 na prorrogação.

#### Temporada de 2022: Segundo Super Bowl
Na semana 5, Kelce teve quatro recepções para touchdowns na vitória sobre o Las Vegas Raiders por 30 a 29. Kelce empatou o recorde da franquia de número de touchdowns numa única partida neste jogo. Na semana 11, os Chiefs enfrentaram o Los Angeles Chargers, onde ele quebrou outro recorde da NFL (dentre tight ends) ao ter seu trigésimo-terceiro jogo com 100 ou mais jardas. Nessa partida ele ainda marcou três touchdowns, incluindo o touchdown da vitória. Já na semana 14, contra o Denver Broncos, ele se tornou o quinto tight end na história da liga a alcançar a marca de 10 000 jardas de recepção na carreira. Esta também foi a sétima temporada dele com pelo menos 1 000 jardas, expandindo seu próprio recorde (dentre tight ends) de temporadas seguidas com 1 000 jardas e mais temporadas na carreira com pelo menos 1 000 jardas. Ele terminou a temporada de 2022 com 110 recepções para 1 338 jardas e 12 touchdowns.

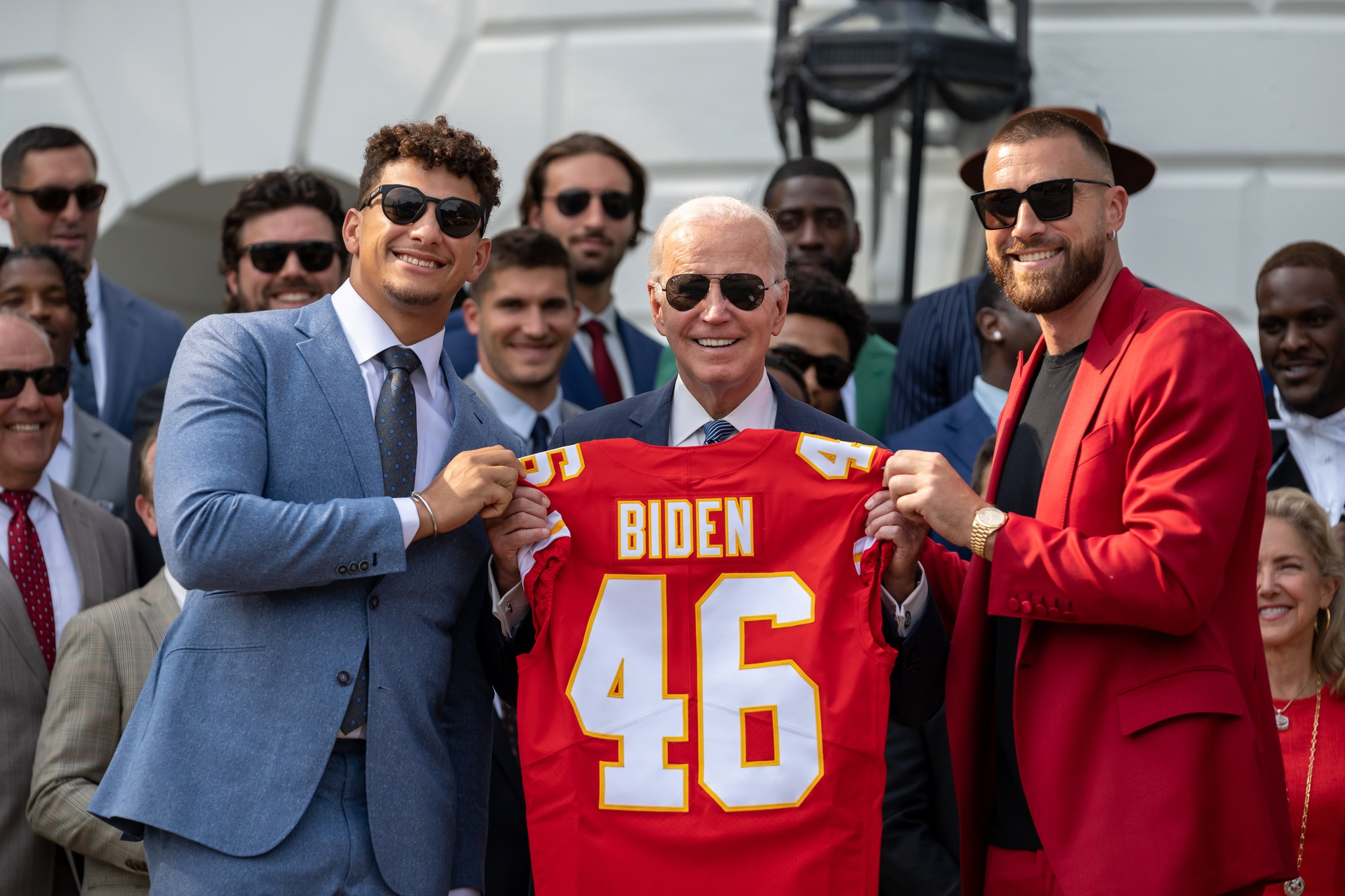
Patrick Mahomes, o Presidente Joe Biden e Travis Kelce, em 5 de junho de 2023, na Casa Branca.

Kelce quebrou o recorde da pós-temporada da NFL por um tight end ao fazer 14 recepções na vitória por 27 a 20 contra o Jacksonville Jaguars na rodada de divisão dos playoffs. Ele também marcou dois touchdowns ness partida. Kelce e os Chiefs se classificaram então para o Super Bowl LVII contra o Philadelphia Eagles. O irmão de Kelce, Jason, jogava pelos Eagles, fazendo deste o primeiro Super Bowl a ter irmãos em times opostos. Kelce fez seis recepções para 81 jardas e um touchdown na vitória dos Chiefs sobre os Eagles por 38 a 35, garantindo assim o segundo anel de campeão do Super Bowl dele.

#### Temporada de 2023: terceiro Super Bowl e dinastia
Kelce esteve inativo para o primeiro jogo da temporada contra o Detroit Lions devido a uma lesão no joelho que sofreu no início da semana. Foi o primeiro jogo perdido devido a uma lesão desde sua temporada de estreia. Ele estreou na semana seguinte na partida contra os Jaguars. Na semana 7 contra os Chargers, Kelce empatou a melhor marca da carreira com doze recepções, tendo também 179 jardas, sendo esta a segunda melhor marca da carreira. No jogo dos Chiefs na semana 9 contra os Dolphins, ele quebrou o recorde da franquia de jardas recebidas na carreira. Kelce terminou a temporada regular com 984 jardas e cinco touchdowns. Ele optou por não participar do último jogo da temporada, contra o Los Angeles Chargers, para se poupar para os playoffs, encerrando uma sequência de sete temporadas seguidas com pelo menos 1 000 jardas de recepção.
Na rodada divisional dos playoffs contra os Bills, Kelce teve duas recepções para touchdown. Na vitória do AFC Championship Game contra os Ravens, Kelce fez onze recepções para 116 jardas e um touchdown, ultrapassando Jerry Rice em primeiro lugar em recepções nos playoffs e empatando com Rice em primeiro lugar em jogos com mais de 100 jardas recebidas.
Na final de conferência da AFC, Kelce, antes mesmo do jogo começar, teve um desentendimento com o kicker dos Ravens Justin Tucker, quando Tucker estava no lado do campo onde os jogadores dos Chiefs se aqueciam e ele colocou propositalmente seu equipamento no caminho deles, sendo que aquela era de fato sua rotina normal que ele vinha fazendo por doze anos e ainda era um padrão da NFL para os chutadores se aquecerem no lado do time adversário. Kelce abordou o incidente em seu podcast dizendo: "Se você quer ser um idiota sobre isso, você mantém seu capacete, sua bola de futebol e sua porra de tee de chutar bem onde os quarterbacks estão se aquecendo. Se você não vai pegar isso, eu vou movê-lo feliz para você", enquanto também afirmava que Tucker piscou para ele. Tucker disse que moveu o capacete quando perguntado, mas Kelce o jogou para o lado mesmo assim. Kelce terminou a final de conferência com onze recepções para 116 jardas e um touchdown na vitória sobre os Ravens.

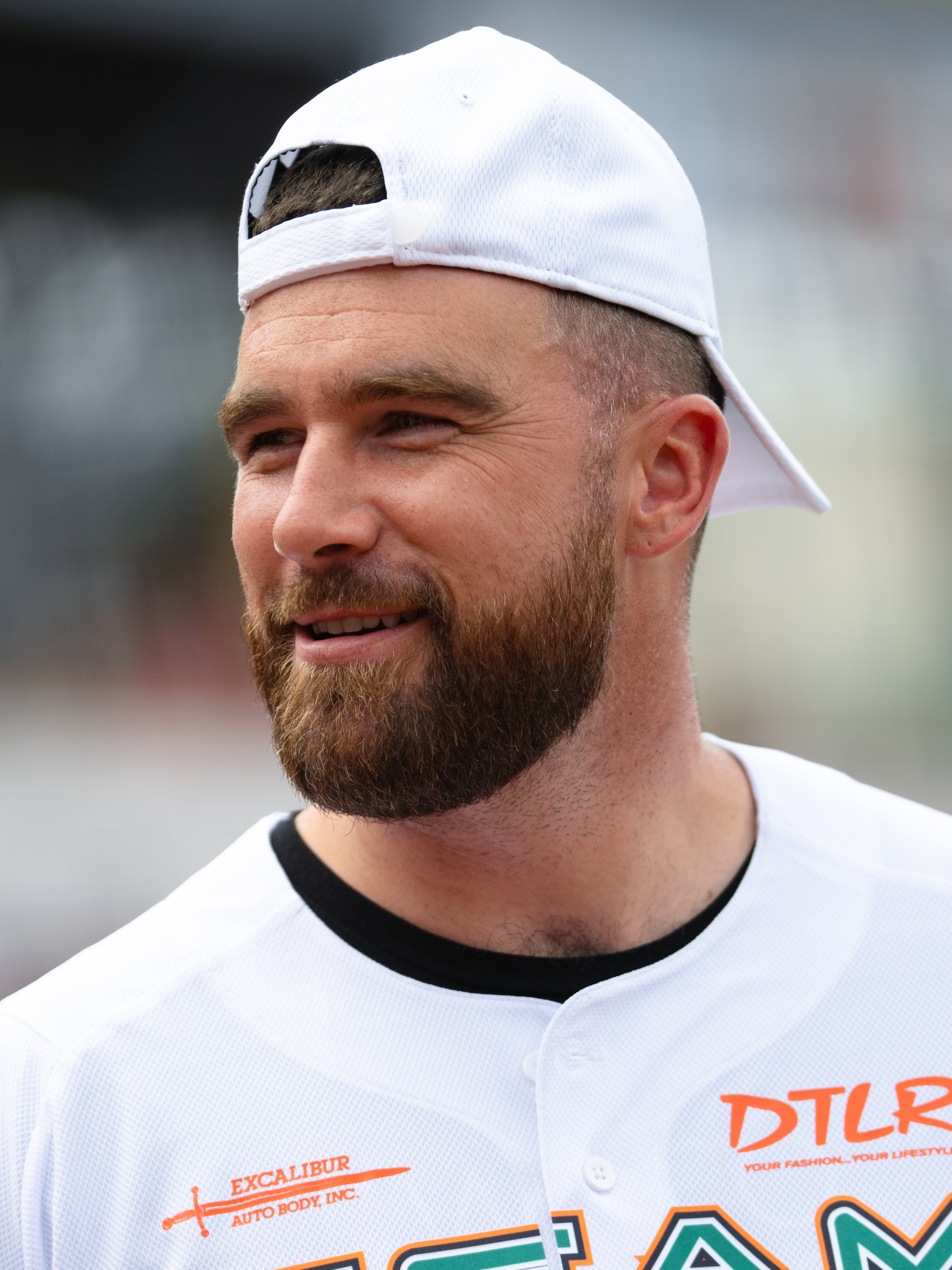
Travis em 2024.

Durante o Super Bowl LVIII, uma imagem de Kelce gritando com seu treinador Andy Reid depois que ele foi retirado da formação se tornou viral nas redes sociais. Ele foi limitado a uma recepção para uma jarda na primeira metade do jogo, eventualmente terminando a partida com nove recepções para 92 jardas enquanto os Chiefs venceram por 25 a 22, garantindo seu terceiro título em cinco anos. Durante o jogo, após um fumble dos Chiefs sofrido pelo running back Isiah Pacheco, quando Kelce não estava o campo, ele foi visto gritando com o técnico do Chiefs, Andy Reid. O incidente atraiu críticas, pelas quais Kelce mais tarde se desculpou por meio de seu podcast.

#### Temporada de 2024
Em 29 de abril de 2024, Travis assinou uma extensão contratual com os Chiefs. Este novo acordo foi estimado em US$ 34,25 milhões de dólares, o que fez de Kelce o tight end mais bem pago da NFL até então. Kelce começou a temporada devagar, com apenas oito recepções para 69 jardas nos três primeiros jogos do time. Na semana 4, contra o Los Angeles Chargers, Kelce registrou sete recepções, a marca mais alta da temporada, para 89 jardas. Durante o jogo, Kelce se tornou o líder dos Chiefs em recepções na carreira, superando o recorde anterior de Tony Gonzalez de 916 recepções. Em 8 de dezembro, Kelce atingiu 12 000 jardas recebidas na carreira em uma vitória de 19 a 17 sobre os Chargers. Ele se tornou o tight end mais rápido na história da NFL a conseguir isso, em 172 jogos. No jogo de dia de Natal, contra o Pittsburgh Steelers, Kelce alcançou sua recepção de número 1 000 na carreira e se tornou o líder dos Chiefs em touchdowns recebidos, passando o recorde anterior de Tony Gonzalez com 77. Na temporada de 2024, Kelce terminou com 97 recepções para 823 jardas e três touchdowns. Na rodada divisional contra os Texans, ele teve sete recepções para 117 jardas e um touchdown na vitória por 23 a 14. No Super Bowl LIX, a terceira vez seguida que os Chiefs se classificaram para a final da NFL, Travis acabou tendo um jogo apático, com apenas quatro recepções para 39 jardas. Imediatamente após a derrota, especulações sobre sua aposentadoria começaram a circular.

## Estatísticas da carreira
| Legenda | Legenda                |
| ------- | ---------------------- |
|         | Vencedor do Super Bowl |

| Ano      | Time     | Jogos | Jogos | Recepções | Recepções | Recepções | Recepções | Recepções | Correndo | Correndo | Correndo | Correndo | Correndo | Fumbles | Fumbles  |
| Ano      | Time     | JD    | JT    | Rec       | Jardas    | Média     | Lng       | TD        | Ten      | Jardas   | Média    | Lng      | TD       | FUM     | Perdidos |
| -------- | -------- | ----- | ----- | --------- | --------- | --------- | --------- | --------- | -------- | -------- | -------- | -------- | -------- | ------- | -------- |
| 2013     | KC       | 1     | 0     | —         | —         | —         | —         | —         | —        | —        | —        | —        | —        | —       | —        |
| 2014     | KC       | 16    | 11    | 67        | 862       | 12,9      | 34        | 5         | —        | —        | —        | —        | —        | 4       | 3        |
| 2015     | KC       | 16    | 16    | 72        | 875       | 12,2      | 42E       | 5         | —        | —        | —        | —        | —        | 2       | 2        |
| 2016     | KC       | 16    | 15    | 85        | 1 125     | 13,2      | 80E       | 4         | 1        | -5       | -5,0     | -5       | 0        | —       | —        |
| 2017     | KC       | 15    | 15    | 83        | 1 083     | 12,5      | 44        | 8         | 2        | 7        | 3,5      | 4        | 0        | —       | —        |
| 2018     | KC       | 16    | 16    | 103       | 1 336     | 13,0      | 43        | 10        | —        | —        | —        | —        | —        | 2       | 1        |
| 2019     | KC       | 16    | 16    | 97        | 1 229     | 12,7      | 47        | 5         | 1        | 4        | 4,0      | 4E       | 1        | 1       | 1        |
| 2020     | KC       | 15    | 15    | 105       | 1 416     | 13,5      | 45        | 11        | —        | —        | —        | —        | —        | 1       | 1        |
| 2021     | KC       | 16    | 16    | 92        | 1 125     | 12,2      | 69        | 9         | 2        | 3        | 1,5      | 4E       | 1        | 1       | 1        |
| 2022     | KC       | 17    | 17    | 110       | 1 338     | 12,2      | 52        | 12        | 2        | 5        | 2,5      | 4        | 0        | 1       | 1        |
| 2023     | KC       | 15    | 15    | 93        | 984       | 10,6      | 53        | 5         | 0        | 0        | —        | 0        | 0        | 1       | 1        |
| 2024     | KC       | 16    | 16    | 97        | 823       | 8,5       | 38        | 3         | 1        | 1        | 1,0      | 1        | 0        | 2       | 1        |
| Carreira | Carreira | 175   | 166   | 1 004     | 12 151    | 12,1      | 80E       | 77        | 9        | 15       | 1,7      | 4E       | 2        | 15      | 12       |

## Vida pessoal e outros empreendimentos

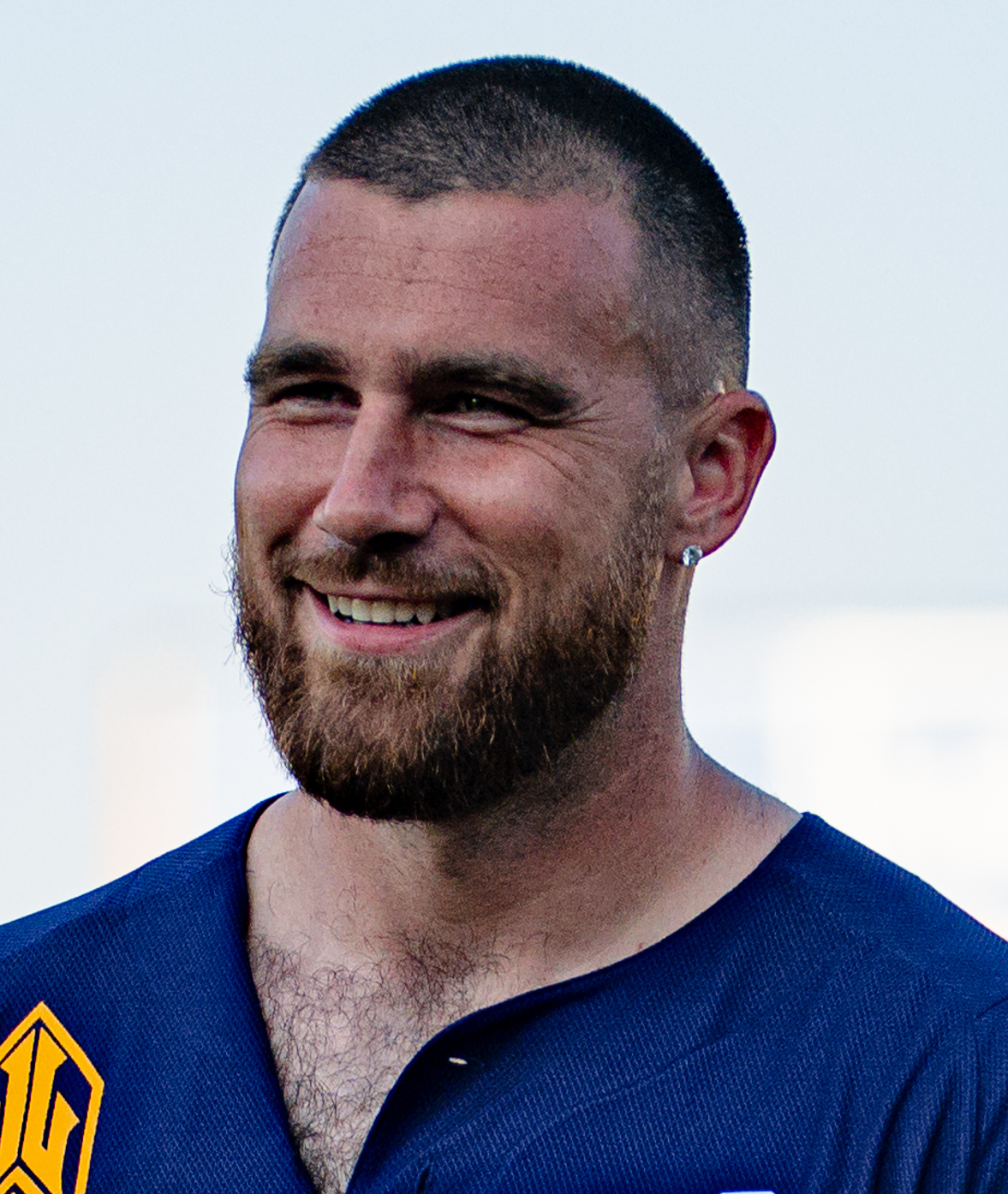
Kelce em 2021.

Travis é o irmão mais novo de Jason Kelce, jogador aposentado que atuava como center do Philadelphia Eagles. Os dois juntos mantém um podcast semanal sobre futebol americano chamado New Heights.
Travis gosta de jogar golfe na intertemporada. Ele participou de vários torneios de celebridades, incluindo o American Century Championship. Em 2023, participou do torneio The Match VIII, junto com seu colega dos Chiefs Patrick Mahomes contra Stephen Curry e Klay Thompson, jogadores do Golden State Warriors. Travis e Mahomes venceram o jogo.
Em 2023, Kelce se mudou para uma mansão em Leawood, Kansas. Ele é dono de duas casas na região metropolitana de Kansas City e têm um condomínio em Orlando, Flórida. Travis é um ávido colecionador de carros.

### Negócios fora dos campos
Travis recebeu o endosso de várias marcas famosas, fazendo comerciais para a Dick's Sporting Goods, LG, McDonald's, Nike, Papa John's, Old Spice, Walgreens, Bud Light, Pfizer, State Farm, DirectTV, Subway e Experian. Em 2023, se tornou principal rosto da Pfizer em uma campanha de incentivo a vacinação de COVID e gripe.
Desde 2023, ele organiza seu próprio evento de música chamado Kelce Jam, que já contou com a participação de artistas como Machine Gun Kelly, Rick Ross, 2 Chainz e Lil Wayne.
É coproprietário de uma rede de lava-jatos chamada Club Car Wash, que opera em 109 locais em oito estados da região central dos Estados Unidos. Em outubro de 2023, Kelce e Walmart lançaram a Travis Kelce's Kitchen, uma linha de sete produtos para churrasco inspirados nos sabores de Kansas City.
Em 2019, investiu na compra da marca de condimentos Cholula Hot Sauce pela empresa de capital privado L Catterton. Ele ganhou quatro vezes o seu investimento quando a empresa McCormick & Company adquiriu a marca por US$ 800 milhões em 2020. Kelce é investidor anjo em diversas outras empresas.
Em 2023, entrou como investidor na equipe Alpine, na Fórmula 1 e na marca de energéticos Accelarator.
Em 2024, os irmãos Kelce entraram como proprietários majoritários, membros do conselho e operadores da empresa de cerveja artesanal Garage Beer. A marca já era a cerveja artesanal light mais vendida em três dos estados americanos que opera, e registrou aumento de vendas com a entrada da dupla.
Em 2025, Travis e Patrick Mahomes abriram em Kansas City a churrascaria 1587, projetada em parceria com o proprietário da Noble 33, uma franquia de restaurantes de Las Vegas.

### Entretenimento
Em janeiro de 2016, estrelou no E! Entertainment Television um programa de namoro chamado Catching Kelce. A vencedora escolhida por Kelce foi Maya Benberry e eles começaram a namorar depois que o programa terminou em abril de 2016. Em janeiro de 2017, Benberry confirmou que eles se separaram.
Em março de 2023, apresentou o Saturday Night Live, se tornando o primeiro atleta desde 2020 a ser chamado pelo programa. Após a participação, Kelce assinou contrato com o escritório de agenciamento CAA para representação em trabalhos fora do esporte. Ele também se tornou produtor executivo do filme de comédia dramática de guerra My Dead Friend Zoe (2024) e do documentário King Pleasure sobre a vida do artista americano Jean-Michel Basquiat. Travis foi ainda escalado para seu primeiro grande papel como ator na série de terror de Ryan Murphy da FX, Grotesquerie, onde ele atuou ao lado de Niecy Nash-Betts, Courtney B. Vance e Lesley Manville.
Em 19 de março 2024, foi anunciado que o game show Are You Smarter than a 5th Grader? seria revivido pela Amazon Prime Video, com Kelce em negociações para ser o anfitrião dessa nova versão. Mais tarde foi revelado que seria intitulado Are You Smarter than a Celebrity? com uma temporada de vinte episódios. Em 17 de abril, o envolvimento de Kelce foi confirmado. O show estreou em outubro do mesmo ano.
Em 2024, Adam Sandler confirmou que Travis Kelce faria uma participacao em Happy Gilmore 2. Um teaser com a participão do atleta foi lançado no final do ano.

### PodcastNew Heights
Em setembro de 2022, Kelce e seu irmão Jason lançaram um podcast semanal de esportes chamado New Heights with Jason & Travis Kelce, produzido em parceria com a Wave Sports + Entertainment. O nome é uma referência à criação dos irmãos em Cleveland Heights, Ohio. Durante o podcast, os irmãos discutem notícias da NFL, rumores, manchetes esportivas e também os jogos um do outro. New Heights traz convidados especiais, incluindo jogadores da NFL, celebridades e membros da família dos dois. Os irmãos gravam o podcast em frente às câmeras, na maioria das vezes direto de suas casas; ele é transmitido ao vivo no YouTube e lançado em formatos de vídeo e áudio.
Nas primeiras semanas após o lançamento, o podcast se tornou o mais ouvido de esportes no Spotify e o terceiro mais ouvido nas paradas de esportes do Apple Podcasts. Em fevereiro de 2023, o podcast experimentou um exponencial aumento na popularidade quando Travis e Jason se enfrentaram no Super Bowl LVII, marcando a primeira vez que dois irmãos jogaram um contra o outro. O podcast atingiu o primeiro lugar nas paradas de podcasts de esportes da Apple, o segundo lugar entre todos os podcasts em geral na Apple e terceiro lugar no Spotify em todas as categorias de podcast. New Heights é regularmente destacado no Monday Night Football da ESPN e no Sunday Night Football da NBC. Em 2022, foi nomeado o Podcast Esportivo do Ano pela Sports Illustrated.
Após a estreia da segunda temporada em setembro de 2023, onde houve um outro boom de popularidade devido ao relacionamento de Travis com Taylor Swift, o New Heights se tornou o podcast esportivo mais ouvido nos Estados Unidos e também no Spotify, além de ser o primeiro entre todos os podcasts no Apple.
Em 2024, Jason e Travis assinaram um contrato de 3 anos por US$100 milhões com a Wondery, rede de podcasts da Amazon. O acordo garante a empresa o direito de audio e video do New Heights para distribuição global, e representação comercial para negocações de publicidade nos episódios.
No podcast, os irmãos já entrevistaram grandes nomes do esporte e entretenimento, como Will Ferrel, Adam Sandler, Bill Murray, Catlin Clark, Lebron James e Patrick Mahomes.

### Filantropia
Em 2015, fundou a organização Eighty-Seven & Running para dar orientação, treinamento, motivação e oportunidades a jovens carentes.
Kelce apoia várias organizações e iniciativas sem fins lucrativos e já doou itens autografados para beneficiar para a Make-A-Wish Foundation. Ele fez diversas aparições em hospitais e escolas de Kansas City para apoiar instituições de caridade locais.
Em 2019, organizou um evento de encontro e dança para arrecadar fundos para o Rose Brooks Center, uma organização sediada em Kansas City que fornece abrigo para mulheres, crianças e seus animais de estimação em situações de violência doméstica e anualmente realiza o Kelce Car Jam, evento de exposição de carros antigos realizado em parceria com a Operation Breakthrough, organização de Kansas City que oferece educação e capacitação para crianças e adolescentes carentes.
Ele e seu irmão Jason também fizeram doações para a Heights Schools Foundation para comprar equipamentos e financiar atividades extracurriculares.
Travis já ganhou duas vezes o Walter Payton Man of the Year Challenge (2020 e 2025), prêmio da NFL de votação popular que visa reconhecer esforços sociais dos atletas para a comunidade. As vitória garantiram compensações de US$35 mil para a Eighty-Seven & Running.
Em 2025, a organização Forter Love divulgou que Kelce investou US$3 milhões na reforma de uma casa que será usada como moradia para jovens em situação de vulnerabilidade

### Ativismo
Kelce tem sido um defensor ativo de justiça social. Em 2017, foi dos jogadores brancos mais famosos da NFL a se ajoelhar durante o hino nacional em protesto contra a brutalidade policial, o racismo e as desigualdades sociais nos Estados Unidos.
Após Jacob Blake ter sido baleado pelo policial Rusten Sheskey, Kelce, junto com seu companheiro de equipe Patrick Mahomes, falou publicamente em apoio à justiça social. Ele apoiou o movimento Black Lives Matter em Kansas City. Em 2019, Kelce e outros jogadores da NFL se juntaram aos alunos em discussões virtuais em sala de aula nos Estados Unidos para discutir Black Boys, um documentário produzido por Malcolm Jenkins que examina os efeitos sociais e emocionais do racismo contra negros.
Kelce demonstrou apoio à comunidade LGBT e pediu mais aceitação da homossexualidade no futebol americano, dizendo: "Qualquer pessoa neste mundo [pode jogar]".
Ele também se posicionou a respeito a questão do porte de armas, afirmando que "É precisa haver leis mais rígidas sobre armas, especialmente quando crianças pequenas estão morrendo. Não podemos ter isso em nossas comunidades, especialmente quando o futuro de uma criança é tirado."

### Relacionamentos

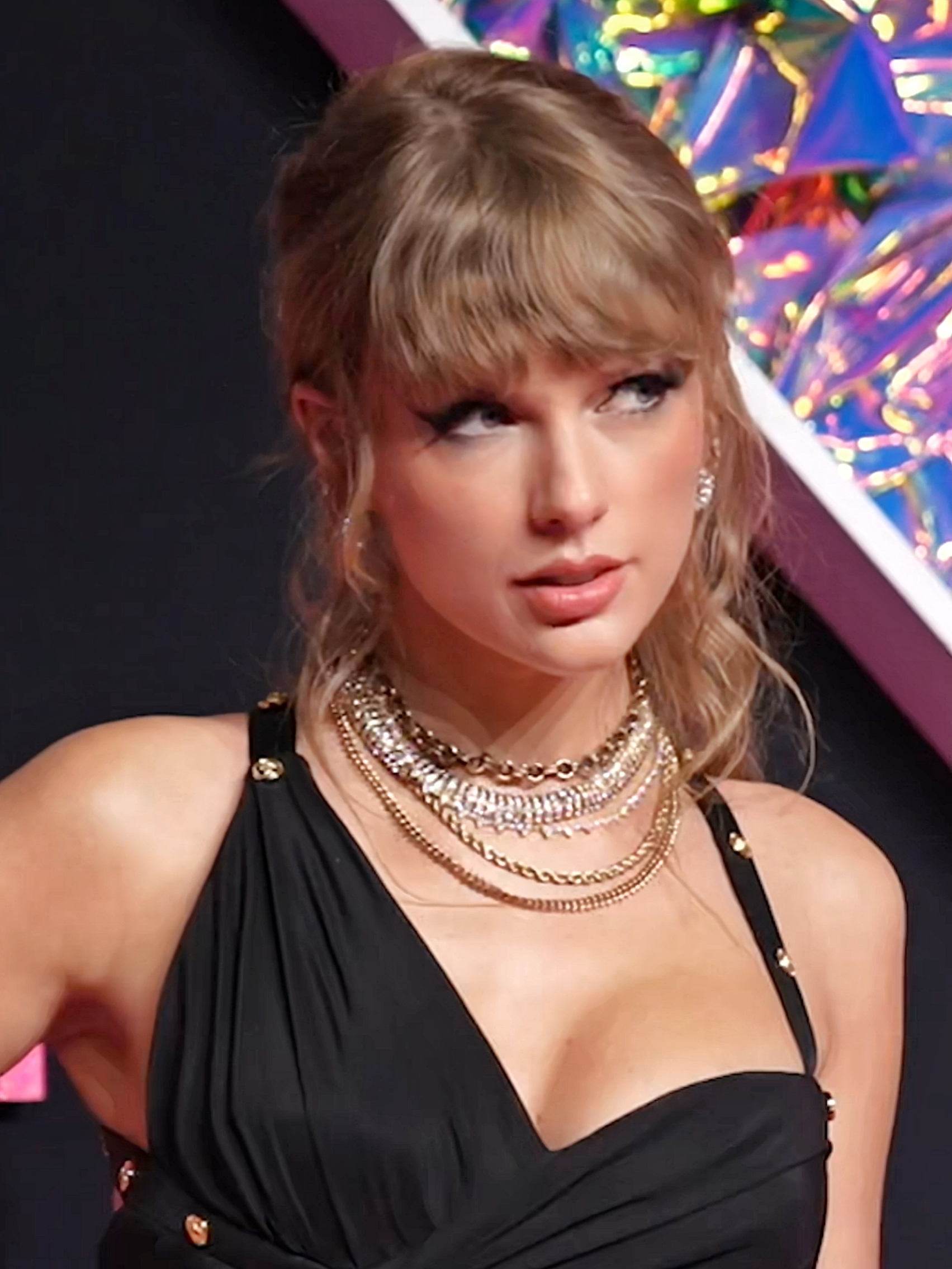
O relacionamento de Kelce com a cantora e artista Taylor Swift atraiu grande cobertura da mídia e estimulou a audiência e a receita para seu time e sua liga.

Durante boa parte de 2016, Kelce namorou Maya Benberry, a vencedora do programa Catching Kelce.
Em maio de 2017, ele confirmou que estava em um relacionamento com a repórter de entretenimento Kayla Nicole. Eles terminaram em 2020, voltaram no mesmo ano e se separaram permanentemente em 2022.
Kelce começou a namorar a cantora e compositora Taylor Swift em meados de 2023. O casal se conectou quando Travis contou no New Heights que tentou entregar a Swift uma pulseira com seu telefone escrito quando foi assisti-la na The Eras Tour, mas não pode acessar o backstage. O corte do podcast viralizou e chegou em Taylor, que entrou em contato.
O relacionamento dos dois e a presença de Swift nos jogos aumentaram a audiência da NFL, especialmente com o público feminino. Alguns jogos da NFL que ela frequentou quebraram recordes de audiência e vendas de ingressos e mercadorias: um jogo entre Chiefs e Chicago Bears, por exemplo, atraiu o maior número de espectadores daquele fim de semana, um jogo entre Chiefs e New York Jets teve uma média de 27 milhões de telespectadores, tornando-se o programa mais assistido de domingo à noite desde o Super Bowl LVII, e um jogo entre Chiefs e Buffalo Bills em 21 de janeiro de 2024, tornou-se o jogo de playoff divisional da NFL mais assistido de todos os tempos e o programa mais assistido em qualquer rede desde o Super Bowl LVII. O jogo semifinal entre Chiefs e Baltimore Ravens foi o jogo do campeonato da AFC mais assistido de todos os tempos. Kelce e Swift têm sido amplamente referidos como um supercasal; alguns os chamam de "o próprio casal real da América". Com os Chiefs avançando para o Super Bowl LVIII, o jogo foi chamado de "Swift Bowl". Uma estimativa amplamente citada por uma empresa de marketing esportivo afirmou que o relacionamento entre Travis e Taylor havia estimulado tanto as vendas de ingressos, a audiência e a comercialização que a franquia Chiefs ganhou US$ 331,4 milhões de dólares em valor em seis meses.